# Cedar Bluff (Alabama)
Cedar Bluff es un pueblo ubicado en el condado de Cherokee en el estado estadounidense de Alabama. En el censo de 2000, su población era de 1467. 

## Demografía
En el 2000 la renta per cápita promedia del hogar era de $ 29.211$, y el ingreso promedio para una familia era de 29.211$. El ingreso per cápita para la localidad era de 16.864$. Los hombres tenían un ingreso per cápita de 29.750$ contra 20.231$ para las mujeres.

## Geografía
Cedar Bluff está situado en 34°13′14″N 85°35′45″O / 34.22056, -85.59583 (34.220606, -85.595999).
Según la Oficina del Censo de los EE. UU., la ciudad tiene un área total de 4.2 millas cuadradas (10.66 km ²).